# James McClure (bordtennisspelare)
James McClure, född den 28 september 1916 i Indianapolis, död 12 februari 2005 i Cape Coral, Florida, var en amerikansk bordtennisspelare.
Vid världsmästerskapen i bordtennis 1937 i Baden i Österrike tog han VM-guld i herrlag och VM-guld i herrdubbel.
Ett år senare vid världsmästerskapen i bordtennis 1938 i London tog han VM-guld i herrdubbel och VM-brons i herrlag.